# Olympische Forschungen
Die Olympischen Forschungen sind eine Schriftenreihe des Deutschen Archäologischen Instituts (DAI). In der Reihe werden Forschungsberichte zur deutschen Ausgrabung in Olympia publiziert. Das können die Darstellungen von Grabungsergebnissen ebenso sein, wie die Vorstellung einzelner Monumente oder die Vorlage einzelner Fund- und Materialgruppen. Dabei werden alle Zeiträume von der prähistorischen Phase bis in die frühbyzantinische Zeit behandelt.
Die Reihe erschien seit dem ersten Band im Jahr 1944 bis zum Band 33 im Jahr 2011 im Verlag Walter de Gruyter in Berlin, seit Band 34 im Jahr 2018 im Dr. Ludwig Reichert Verlag in Wiesbaden. Verantwortlich für die Redaktion ist die Redaktion an der Zentrale des DAI in Berlin. Publikationssprache ist Deutsch. Die Reihe erscheint unregelmäßig.
| Band | Jahr | Titel | Autor                                                                           | Anmerkung                                            | ISBN                   |
| ---- | ---- | --- | ------------------------------------------------------------------------------- | ---------------------------------------------------- | ---------------------- |
| 01   | 1944 | Olympische Forschungen | Hans Schleif (H), Emil Kunze (H)                                                | mit separatem Atlas                                  |                        |
| 02   | 1950 | Archaische Schildbänder. Ein Beitrag zur frühgriechischen Bildgeschichte und Sagenüberlieferung | Emil Kunze                                                                      |                                                      |                        |
| 03   | 1957 | Dreifußkessel von Olympia. Alte und neue Funde | Franz Willemsen                                                                 |                                                      |                        |
| 04   | 1959 | Die Löwenkopf-Wasserspeier vom Dach des Zeustempels | Franz Willemsen                                                                 |                                                      |                        |
| 05   | 1964 | Die Werkstatt des Pheidias in Olympia | Alfred Mallwitz, Wolfgang Schiering                                             | 2 Bände: Text- und Tafelband; teilweise Dissertation |                        |
| 06   | 1966 | Die Kessel der orientalisierenden Zeit. Teil 1: Kesselattaschen und Reliefuntersätze | Hans-Volkmar Herrmann                                                           |                                                      |                        |
| 07   | 1972 | Frühe olympische Tonfiguren | Wolf-Dieter Heilmeyer                                                           |                                                      |                        |
| 08   | 1975 | Die Tongefäße aus den Brunnen unterm Stadion-Nordwall und im Südost-Gebiet | Werner Gauer                                                                    |                                                      | ISBN 3-11-004602-4     |
| 09   | 1978 | Großplastik aus Bronze in Olympia | Peter Cornelis Bol                                                              | Habilitationsschrift                                 | ISBN 3-11-006701-3     |
| 10   | 1978 | Die geometrischen Dreifüße von Olympia | Michael Maaß                                                                    |                                                      | ISBN 3-11-006703-X     |
| 11   | 1979 | Die Kessel der orientalisierenden Zeit. Teil 2: Kesselprotomen und Stabdreifüße | Hans-Volkmar Herrmann                                                           | teilweise Habilitationsschrift                       | ISBN 3-11-007209-2     |
| 12   | 1979 | Frühe olympische Bronzefiguren: Die Tiervotive | Wolf-Dieter Heilmeyer                                                           |                                                      | ISBN 3-11-007208-4     |
| 13   | 1981 | Bronzeschmuck aus Olympia | Hanna Philipp                                                                   |                                                      | ISBN 3-11-007191-6     |
| 14   | 1984 | Die Echohalle | Wolf Koenigs                                                                    |                                                      | ISBN 3-11-009538-6     |
| 15   | 1984 | Das Statuenprogramm des Herodes-Atticus-Nymphäums | Renate Bol                                                                      | Dissertation                                         | ISBN 3-11-009537-8     |
| 16   | 1984 | Frühe olympische Gürtelschmuckscheiben aus Bronze | Berthold Fellmann                                                               |                                                      | ISBN 3-11-009729-X     |
| 17   | 1989 | Argivische Schilde | Peter Cornelis Bol                                                              |                                                      | ISBN 3-11-011587-5     |
| 18   | 1991 | Die Werkstatt des Pheidias in Olympia. Teil 2: Werkstattfunde | Wolfgang Schiering                                                              |                                                      | ISBN 3-11-012468-8     |
| 19   | 1991 | Die kaiserzeitliche Statuenausstattung des Metroon | Konrad Hitzl                                                                    |                                                      | ISBN 3-11-012569-2     |
| 20   | 1991 | Die Bronzegefäße von Olympia. Mit Ausnahme der geometrischen Dreifüße und der Kessel des orientalisierenden Stils. Teil 1: Kessel und Becken mit Untersätzen, Teller, Kratere, Hydrien, Eimer, Situlen und Cisten, Schöpfhumpen und verschiedenes Gerät | Werner Gauer                                                                    |                                                      | ISBN 3-11-012737-7     |
| 21   | 1991 | Beinschienen | Emil Kunze                                                                      |                                                      | ISBN 3-11-013162-5     |
| 22   | 1993 | Großplastik aus Ton in Olympia | Aliki Moustaka                                                                  |                                                      | ISBN 3-11-013485-3     |
| 23   | 1995 | Elische Keramik des 5. und 4. Jahrhunderts | Jürgen Schilbach                                                                |                                                      | ISBN 3-11-014101-9     |
| 24   | 1995 | Die Tondächer von Olympia | Joachim Heiden                                                                  |                                                      | ISBN 3-11-014374-7     |
| 25   | 1996 | Die Gewichte griechischer Zeit aus Olympia | Konrad Hitzl                                                                    |                                                      | ISBN 3-11-014606-1     |
| 26   | 1998 | Orientalische und griechische Bronzereliefs aus Olympia. Der Fundkomplex aus Brunnen 17 | Brigitte Borell, Dessa Rittig                                                   | [ 1 ]                                                | ISBN 3-11-015091-3     |
| 27   | 1996 | Hellenistische Keramik. Eine Brunnenfüllung nördlich von Bau C und Reliefkeramik verschiedener Fundplätze in Olympia | Ulrich Hausmann                                                                 |                                                      | ISBN 3-11-014972-9     |
| 28   | 2000 | Archaische Keramik aus Olympia | Erika Kunze-Götte, Joachim Heiden                                               |                                                      | ISBN 3-11-016559-7     |
| 29   | 2001 | Die Angriffswaffen aus Olympia | Holger Baitinger                                                                |                                                      | ISBN 3-11-016999-1     |
| 30   | 2004 | Archaische Silhouettenbleche und Schildzeichen in Olympia | Hanna Philipp (+ Hermann Born)                                                  |                                                      | ISBN 3-11-017865-6     |
| 31   | 2006 | Anfänge und Frühzeit des Heiligtums von Olympia. Die Ausgrabungen am Pelopion 1987–1996 | Helmut Kyrieleis (+ Birgitta Eder, Norbert Benecke)                             |                                                      | ISBN 3-11-019013-3     |
| 32   | 2007 | Werkzeug und Gerät aus Olympia | Holger Baitinger, Thomas Völling (+ Hermann Born)                               |                                                      | ISBN 3-11-019147-4     |
| 33   | 2011 | Die Helme von Olympia. Ein Beitrag zu Waffenweihungen in griechischen Heiligtümern | Heide Frielinghaus                                                              | Habilitation                                         | ISBN 978-3-11-024596-7 |
| 34   | 2018 | Olympia in frühbyzantinischer Zeit. Siedlung – landwirtschaftliches Gerät – Grabfunde – Spolienmauer | Thomas Völling (Bearbeitung: Holger Baitinger, Sabine Ladstätter, Arno Rettner) |                                                      | ISBN 978-3-95490-363-4 |